# Stanley Brock
Stanley Brock (* 7. Juli 1931 als Stanley Eis in Brooklyn, New York City, New York; † 25. Januar 1991 in Los Angeles, Kalifornien) war ein US-amerikanischer Schauspieler.

## Leben
Brock hatte sein Spielfilmdebüt 1964 in einer kleinen Nebenrolle im Drama Black Like Me. Es dauerte jedoch bis Mitte der 1970er Jahre bevor er regelmäßig Engagements in Film und Fernsehen erhielt. Zwischen 1975 und 1982 hatte er die wiederkehrende Gastrolle des Bruno Bender in der Fernsehserie Barney Miller; daneben war er bis kurz vor seinem Tode in zahlreichen Serienformaten wie Drei Engel für Charlie, Mord ist ihr Hobby, Das A-Team und Simon & Simon zu sehen. Er spielte auch in einigen Spielfilmen, es handelte sich jedoch zumeist um kleinere Rollen. Erwähnenswerte Rollen hatte er unter anderem in Barry Levinsons Komödie Tin Men an der Seite von Richard Dreyfuss und Danny DeVito sowie als reicher Onkel von Weird Al Yankovic in UHF – Sender mit beschränkter Hoffnung.

## Filmografie (Auswahl)

### Film
- 1977: Audrey Rose – das Mädchen aus dem Jenseits (Audrey Rose)
- 1977: Der tolle Käfer in der Rallye Monte Carlo (Herbie Goes to Monte Carlo)
- 1981: Kesse Bienen auf der Matte (...All the Marbles)
- 1982: Ein Draufgänger in New York (My Favorite Year)
- 1984: Der Komet (Night of the Comet)
- 1987: Amazonen auf dem Mond oder Warum die Amis den Kanal voll haben (Amazon Women on the Moon)
- 1987: Tin Men
- 1989: Das Bankentrio (Three Fugitives)
- 1989: UHF – Sender mit beschränkter Hoffnung (UHF)
- 1990: Hard to Kill
- 1991: Das Leben stinkt (Life Stinks)

### Fernsehen
- 1975: Make-Up und Pistolen (Police Woman)
- 1975–1982: Barney Miller
- 1976: Detektiv Rockford – Anruf genügt (The Rockford Files)
- 1977: Baretta
- 1977: Drei Engel für Charlie (Charlie's Angels)
- 1979: CHiPs
- 1984: Harrys wundersames Strafgericht (Night Court)
- 1984: Mord ist ihr Hobby (Murder, She Wrote)
- 1985: Cagney & Lacey
- 1986: Das A-Team (The A-Team)
- 1986: Simon & Simon
- 1987: Ein Engel auf Erden (Highway to Heaven)
- 1987: Hunter
- 1988: Sledge Hammer
- 1990: College Fieber (A Different World)
- 1990: Mein Vater ist ein Außerirdischer (Out of This World)
- 1990: Zurück in die Vergangenheit (Quantum Leap)